# Wirtschaftsuniversität Poznań
Die Wirtschaftsuniversität Poznań (in Polnisch Uniwersytet Ekonomiczny w Poznaniu, international Poznań University of Economics and Business) ist eine Wirtschaftsuniversität in Polen. Der Hauptcampus der Universität befindet sich in Posen.
Es ist die größte und älteste Wirtschaftsuniversität in der Region Großpolen. Die Wirtschaftsuniversität Posen gehört zu den führenden Wirtschaftsuniversitäten in Polen, was sowohl die Einschreibung als auch das wissenschaftliche und akademische Potential betrifft.
Die Ursprünge der Hochschule gehen auf das Jahr 1926 zurück, als die Stiftung der Industrie- und Handelskammer das Handelskolleg gründete. Als Privatschule hatte sie keine Befugnis, Abschlüsse zu erteilen. Die Schule wurde im Jahre 1938 genehmigt und im selben Jahr wurde sie zur Handelsakademie ernannt.
Seit 2016 ist Maciej Żukowski Rektor der Hochschule (Stand 2018).